# マリン・ジロー
マリン・ジロー（Marinne Giraud、1986年4月23日 - ）は、モーリシャスの女子テニス選手。プレーン・ウィルヘルム県フロレアル出身。
フェドカップモーリシャスオセアニア代表。2009年2月に世界ランキングで自己最高の233位に到達している。